# 任溶溶
任溶溶（1923年5月19日—2022年9月22日），原名任根鎏（líu），别名任以奇，男，上海人，祖籍广东高鹤，中国儿童文学作家、翻译家。

## 生平
1923年5月19日出生于上海市虹口区，原名任根鎏。5岁时被送往广州高鹤县老家读私塾和小学。1938年回到上海，考入英国人办学的雷士德工学院初中部。1940年10月17日，正读初三的他和两个同学偷偷跑到苏北参加新四军。为防止被家人找到，他按照日期将名字改成了“史以奇”。后又改回来原来姓氏，成为了“任以奇”。在部队期间担任《战士报》编辑，一年不到却患上重病，返回上海治病。苏德战争爆发后，他每天绕远路到斜桥弄（今吴江路）时代出版社发行部领取免费英文版《每日战讯》。曾以笔名“托华”（来自俄文“同志”发音“托华里希”）从英文译了一篇苏德战争小说并得以刊登。1942年考入大夏大学中国文学系，在业余时间跟随初中同学草婴等人学习俄语，同时也对文字学和音韵学感兴趣，参与文字改革工作。
毕业后的1946年在《新文学》杂志创刊号上以笔名“易蓝”发表了翻译的第一篇儿童文学作品，即土耳其作家萨德里·埃尔泰姆的《粘土做成的炸肉片》。后应时任时代出版社负责人姜椿芳的邀请翻译苏联儿童文学。

### 中華人民共和國時期
上海解放后不久，为上海人民出版社编辑《苏联儿童文学丛刊》。1952年在新成立的少年儿童出版社主持外国文学编辑。在解放后的17年中，全国的翻译工作者共译介426种外国儿童文学作品，而任溶溶一个人的翻译就达30多种，约占翻译总量的8％。

#### 文革期間
文化大革命期间，任溶溶被分配到五七干校的饲养场养猪。在牛棚里偷着背意大利文文法，看意大利文版的《毛主席语录》和《人民画报》，就这样学会了意大利语。1979年把《木偶奇遇记》译成了中文，由外国文学出版社1980年5月出版。之后，任溶溶任上海译文出版社编审，负责编辑《外国文艺》和《外国故事》。
任溶溶通俄语、英语、意大利语和日语，翻译的主要作品有：《咕噜牛》、《洋葱头历险记》、《木偶奇遇记》、《假话国历险记》、《彼得·潘》、《玛德琳（绘本）》、《彼得兔的故事》《长袜子皮皮》，以及普希金、安徒生等人的童话集等。除了翻译外，任溶溶也自行创作过一些童话，如1956年的《没头脑和不高兴》等。

#### 晚年
任溶溶晚年患上肺气肿。2016年5月起每天都要佩戴氧气面罩。2022年9月22日早上，任溶溶在上海离世，享年99岁。

## 荣誉
曾获得过第二次全国少年儿童文艺创作评奖一等奖、陈伯吹儿童文学奖杰出贡献奖、第六届宋庆龄儿童文学奖特殊贡献奖、宋庆龄樟树奖、国际儿童读物联盟翻译奖、亚洲儿童文学奖等。曾任上海市人大代表、第七届全国政协委员、上海作家协会第一至第五届理事、上海翻译工作者协会和语文工作者协会副会长。
2012年12月6日，被中国翻译协会授予“翻译文化终身成就奖”荣誉称号。2013年2月获“上海文艺家终身荣誉奖”。

## 轶事
“任溶溶”实际上是她女儿的名字。1947年大女儿出生，当时他还叫“任以奇”。同事倪海曙知道后，为女儿取名“任溶溶”。1948年在翻译出版《里马斯叔叔的故事》时，就用了女儿的名字“任溶溶”作为笔名。之后在得意之作中都会署上“任溶溶”。后来自己就成了“任溶溶”。

## 作品选

### 译著
- 哈恰特良茨. . 由任溶溶翻译. 时代出版社. 1949年4月. CSBN 7116·743.
- 叶莲娜·伊林娜. . 由任溶溶翻译. 时代出版社. 1953年3月.
- 罗大里. . 由任溶溶翻译. 武陵书局. 1954年4月. CSBN 7071·8.
- 卡洛·科洛迪. . 当代外国文学. 由任溶溶翻译. 外国文学出版社. 1980年5月. CSBN 10208·21.
- 罗大里. . 由任溶溶翻译. 少年儿童出版社. 1981年6月.
- . . 外国儿童文学丛书. 由任溶溶翻译. 少年儿童出版社. 1983年7月. CSBN 10024·4088.
- 阿斯特麗德·林格倫. . 由任溶溶翻译. 湖南少年儿童出版社. 1984年. CSBN 10280·74.
- 普希金. . 世界儿童文学丛书. 由任溶溶翻译. 人民文学出版社. 1984年7月. CSBN 10019·3678.
- 安徒生. . 儿童外国文学精选本. 由任溶溶翻译. 上海译文出版社. 1994年10月. ISBN 9787532715930.
- 格雷厄姆. . 译文童书. 由任溶溶翻译 再版. 上海译文出版社. 2000年5月. ISBN 9787532724079.
- J·M·巴里. . 儿童外国文学精选本. 由任溶溶翻译. 浙江文艺出版社. 2001年6月. ISBN 9787533914585.

### 儿童文学作品
- 任溶溶; 詹同渲（绘图）.  首版. 少年儿童出版社. 1958年11月. CSBN 10024·2134.
- 任溶溶. . 中国幽默儿童文学创作丛书. 浙江少年儿童出版社. 1998年9月. ISBN 9787534217005.
- 任溶溶. . 中国最美的童诗. 重庆出版社. 2012年4月. ISBN 9787229049904.
- 任溶溶. . 中国儿童文学走向世界精品书系. 海豚出版社. 2013年1月. ISBN 9787511008879.

### 其他书籍（随笔与理论作品）
- 任溶溶. . 少年儿童出版社. 1980年. CSBN 10024·3748.
- 任溶溶. . 广东儿童文学作家作品选. 广东人民出版社. 1983年7月. CSBN 10111·1385.
- 任溶溶. . 上海译文出版社. 2012年10月. ISBN 9787532759224.
- 任溶溶. . 浙江大学出版社. 2015年5月. ISBN 9787308146470.